# Acidiella denotata
Acidiella denotata är en tvåvingeart som först beskrevs av Hardy 1970.  Acidiella denotata ingår i släktet Acidiella och familjen borrflugor. Inga underarter finns listade i Catalogue of Life.